# Фриз, Чарлз Карпентер
Чарлз Карпентер Фриз (англ. Charles Carpenter Fries; 29 ноября 1887 — 8 декабря 1967) — американский языковед, академик Мичиганской АН.

## Научный путь
В 1909 году окончил Бакнеллский университет. Преподавал там же (1911—20, с 1917 профессор) и в Мичиганском университете (1920—58).
1927—28 — президент Национального совета преподавателей английского языка;
1936—40, 1945—47 — директор Лингвистического института;
1939 — президент Лингвистического общества США;
1941—56 — основатель и директор института английского языка при Мичиганском университете.
Основные труды в области структурной лингвистики; исследовал английский язык в диахронии и синхронии. Подготовил серию учебников английского языка для иностранцев, разрабатывал лингвистические основы обучения иностранным языкам. Редактор журнала «Колледж инглиш» (англ. College English 1929—37) и «Лэнгвидж ленинг» (англ. Language learning с 1948). Главный редактор (1928—58) словаря раннего новоанглийского языка.

## Печатные труды
- American English grammar, N. Y. — L., [1940]
- Linguistics and reading, N. Y., 1962
- The structure of English. An introduction to the construction of English sentences, L., 1969